# Кочарли, Тофик Гасым оглы
Тофик Гасым (Касым) оглы Кочарли (азерб. Tofiq Qasım oğlu Köçərli; 11 февраля 1929, Исали, Кедабекский район — 31 октября 2007, Баку) ― советский и азербайджанский историк, депутат Верховного Совета Азербайджанской ССР, академик Национальной академии наук Азербайджана. Известен работами по истории азербайджанских регионов Карабаха и Нахичевани.

## Биография
Родился 11 февраля 1929 года в селе Исали Кедабекского района, Азербайджанской ССР.
В 1950 году окончил Азербайджанский государственный университет. В 1951—1952 годах был слушателем курсов повышения квалификации в Московском государственном университете. В 1955 году защитил кандидатскую диссертацию в МГУ. В 36 лет стал самым молодым кандидатом наук в Азербайджанской ССР. С 1966 года доктор исторических наук.
С 1950 по 1951 год Кочарли работал преподавателем в Кубинском учительском институте, с 1952 по 1953 год работал деканом Агдамского учительского института, с 1953 по 1956 год — профессором и преподавателем в Кировобадском государственном педагогическом институте.
С 1957 по 1965 год был старшим научным сотрудником Института истории партии при ЦК КП Азербайджана — филиале Института марксизма-ленинизма при ЦК КПСС. В 1965 году назначен деканом Бакинской высшей партийной школы, а в июне 1972 года — её ректором. В 1990—1991 годах работал старшим преподавателем в той же партшколе.
С 1981 года Кочарли член-корреспондент, а с 1989 года — действительный член Академии наук Азербайджана. В 1993—2001 годах работал научным сотрудником Института социально-политических исследований Академии наук Азербайджана, а с 2002 года до своей смерти в 2007 году был главным научным сотрудником Института археологии и этнографии Национальной академии наук Азербайджана.
Был депутатом Верховного Совета Азербайджанской ССР (трёх созывов) и членом Национального совета Азербайджана с 1992 года.
Умер 31 октября 2007 года в Баку. У него было 6 детей и 12 внуков.

## Научная деятельность
Кочарли широко исследовал вопросы, связанные с историей Азербайджана, и опубликовал множество книг, монографий, более 120 научных статей по этой теме. Четыре его книги были изданы за рубежом. Среди его работ — исследования Азербайджанской Демократической Республики, Карабаха и Нахичевани.

## Сочинения
- История Азербайджана. Том 3, Часть 1 (Глава XXVII 6, 4, 5). — Баку, 1963
- Великий подвиг. — Баку, 1965
- История КПСС. Том 4, Книга I (Главы 10 и 3). — Москва, 1970
- История КПСС.  Том 4, Книга II (главы 17 и 2). — Москва, 1971
- Tarixi saxtalaşdırmalar əleyhinə. (Против исторических фальсификаций). — Баку, 1972
- Истиклал вə суверенлик. (Независимость и суверенитет). — Баку, 1998
- Яддан çıxmaz Qarabağ. (Незабываемый Карабах), Нагшиджахан, Нахчыван. — Баку, 1998
- Карабахское ханство и российская империя. — Москва, 2000
- Карабах. — Баку, 2002
- Məqalələr. (Статьи). — Баку, 2003-2004
- Naxçivan: Uydurmalar və Tarixi Hqiqətlər. (Нахчыван: мифы и историческая правда). — Баку, 2005
- К истории Карабахского вопроса (вымыслы и действительность). — Баку, 2009